# David Wise (compositore)
David Wise (Leicester, 13 settembre 1967) è un compositore inglese.
Ha lavorato per Rare dal 1985 al 2009 ed è particolarmente famoso per aver composto la maggior parte delle tracce dei videogiochi della serie Donkey Kong Country.
Il 30 ottobre 2009, Wise ha lasciato la Rare per lavorare come compositore e sound designer freelance. Nel dicembre del 2010 Wise ha fondato un suo studio personale, il 'David Wise Sound Studio'. Ha collaborato con Retro Studios e Nintendo realizzando la musica di Donkey Kong Country: Tropical Freeze.

## Videogiochi
- R.C. Pro-Am (1988, NES)
- Wheel of Fortune (1988, NES)
- Jeopardy! (1988, NES)
- Anticipation (1988, NES)
- Marble Madness (1989, NES)
- World Games (1989, NES)
- WWF WrestleMania (1989, NES)
- Sesame Street 123 (1989, NES)
- John Elway's Quarterback (1989, NES)
- California Games (1989, NES)
- Taboo: The Sixth Sense (1989, NES)
- Sesame Street ABC (1989, NES)
- Hollywood Squares (1989, NES)
- Who Framed Roger Rabbit (1989, NES)
- Jordan vs. Bird: One on One (1989, NES)
- Cobra Triangle (1989, NES)
- Ironsword: Wizards & Warriors II (1989, NES)
- Wheel of Fortune Junior Edition (1989, NES)
- Jeopardy! Junior Edition (1989, NES)
- Silent Service (1989, NES)
- Double Dare (1990, NES)
- Wheel of Fortune Family Edition (1990, NES)
- Jeopardy! 25th Anniversary Edition (1990, NES)
- The Amazing Spider-Man (1990, Game Boy)
- Captain Skyhawk (1990, NES)
- Pin*Bot (1990, NES)
- Snake Rattle 'n' Roll (1990, NES)
- Wizards & Warriors Chapter X: The Fortress of Fear (1990, Game Boy)
- NARC (1990, NES)
- A Nightmare on Elm Street (1990, NES)
- Super Glove Ball (1990, NES)
- Cabal (1990, NES)
- Time Lord (1990, NES)
- Arch Rivals (1990, NES)
- WWF WrestleMania Challenge (1990, NES)
- Solar Jetman: Hunt for the Golden Warpship (1990, NES)
- Digger T. Rock (1991, NES)
- WWF Superstars (1991, Game Boy)
- Battletoads (1991, NES)
- Battletoads (1991, Game Boy)
- Beetlejuice (1991, NES)
- Super R.C. Pro-Am (1991, Game Boy)
- High Speed (1991, NES)
- Sneaky Snakes (1991, Game Boy)
- Sesame Street ABC & 123 (1991, NES)
- Wizards & Warriors III (1992, NES)
- Beetlejuice (1992, Game Boy)
- Danny Sullivan's Indy Heat (1992, NES)
- R.C. Pro-Am II (1992, NES)
- Championship Pro-Am (1992, Mega Drive)
- Battletoads (1993, Mega Drive, Game Gear)
- Battletoads & Double Dragon (1993, NES, Mega Drive, SNES, Game Boy)
- Battletoads in Battlemaniacs (1993, SNES)
- Battletoads in Ragnarok's World (1993, Game Boy)
- X The Ball (1993, Arcade)
- Snake Rattle 'n' Roll (1993, Mega Drive)
- Monster Max (1994, Game Boy)
- Battletoads (1994, Arcade)
- Donkey Kong Country (SNES) (1994, con Robin Beanland e Eveline Fischer)
- Donkey Kong Land (1995, Game Boy) (con Graeme Norgate)
- Donkey Kong Country 2: Diddy's Kong Quest (1995, SNES)
- Donkey Kong Country 3: Dixie Kong's Double Trouble! (1996, SNES) (con Eveline Fischer)
- Diddy Kong Racing (1997, N64)
- Donkey Kong Country (2000, GBC)
- Star Fox Adventures (2002, GCN)
- It's Mr. Pants (2004, GBA) (con Robin Beanland e Eveline Fischer)
- Donkey Kong Country 3 (2005, GBA)
- Diddy Kong Racing DS (2007, DS)
- Viva Piñata: Pocket Paradise (2008, DS)
- War World (2008, Xbox 360)
- Sorcery! (2013, iOS)
- Donkey Kong Country: Tropical Freeze (2014, Wii U)
- Tengami (2014, iOS/Wii U)
- Star Drift (2015, iOS)
- Star Ghost (2016, Wii U/Switch)
- Snake Pass (2017, PC/PS4/Xbox One/Switch)
- Yooka-Laylee (2017, PC/PS4/Xbox One/Switch) (con Grant Kirkhope e Steve Burke)
- Tamarin (2019, PC/PS4)
- Donkey Kong Country: Tropical Freeze (2018, Switch)
- Yooka-Laylee and the Impossible Lair (2019, PC/PS4/Xbox One/Switch) (con Grant Kirkhope, Dan Murdoch e Matt Griffin)